# Jårbes-Åikejaure
Jårbes-Åikejaure är en sjö i Sorsele kommun i Lappland och ingår i Umeälvens huvudavrinningsområde. Sjön har en area på 0,166 kvadratkilometer och ligger 761,4 meter över havet. Jårbes-Åikejaure ligger i Vindelfjällen Natura 2000-område.

## Delavrinningsområde
Jårbes-Åikejaure ingår i det delavrinningsområde (732657-148977) som SMHI kallar för Ovan 732478-148726. Medelhöjden är 781 meter över havet och ytan är 20,75 kvadratkilometer. Det finns inga avrinningsområden uppströms utan avrinningsområdet är högsta punkten. Vattendraget som avvattnar avrinningsområdet har biflödesordning 3, vilket innebär att vattnet flödar genom totalt 3 vattendrag innan det når havet efter 421 kilometer. Avrinningsområdet består mestadels av skog (24 procent) och kalfjäll (69 procent). Avrinningsområdet har 0,98 kvadratkilometer vattenytor vilket ger det en sjöprocent på 4,7 procent.